# 辣死你媽2.0
《辣死你妈2.0》是由黄明志自编自导自演的第一部电影作品，以低成本制作。除此之外，这也是他花了将近2年的时间申请贷款及制作的电影。最后影片终于在2011年9月8日在马来西亚的70多家戏院上映。电影名字取自马来西亚闻名美食椰浆饭（Nasi Lemak）的谐音。这部电影已经打破大马中文电影的票房记录，在马来西亚被分级为U（全年龄适合观看）。 续集《辣死你妈传人》（Nasi Lemak 1.0）于2022年1月27日推出。

## 剧情
自称“黄大侠”的中餐厨师（黄明志饰），狂妄自大，从中国学厨毕业归国之后开了一家“清流中餐馆”，并自喻为“一股清流”，从小不爱吃大马美食，尤其非华人餐，更是不屑一顾。由于其中餐风格太过于“原汁原味”，不符合本地人的口味。导致生意奇差，面临财务危机。虽然如此，他却是街坊邻居眼中的“英雄”，因为除了管理生意，他还经常帮助街坊们处理生活上的一切疑难杂症，从不对恶势力低头。
某日为了帮助小K（龚柯允饰），更让他深陷苦海，危机四伏。在“清流中餐馆”对面马路摆摊卖“辣死你妈”或称椰浆饭的马来妇人Nor（Adibah Noor饰）是太极功底深厚却深藏不露的高人。眼见黄大侠已陷入进退维谷的人生低潮……决定出手相救……Nor把一张尘封已久的地图交到黄大侠手中，要他透过地图上的指引找到自己所失去的东西。一路上，黄大侠会遇见谁？会历经多少磨难？最后能不能修成正果呢？这一切的秘密和所要传达的讯息，原来都埋藏在一包平凡的“辣死你妈”里面……

## 演员
- 黄明志：饰　黄大侠
- 龚柯允：饰　小K
- 郑静晨 ： 饰    童年黄大侠
- Adibah Noor：饰　Kak Noor（小K的干妈）
- Afdlin Shauki：饰 马来英雄
- David Arumugam：饰　咖喱师傅
- Kenny Chan ： 饰    娘惹
- Chee Hood Siong：饰 峇峇
- 刘凯彥（英语：Dennis Lau）：饰 蓝乔
- Reshmonu：饰 汉都亚
- Nadine Ann Thomas（英语：Nadine Ann Thomas）：饰 咖喱师傅的女儿
- Nur Fathia：饰 马来英雄的第二老婆
- 何宇恒：饰　中国厨艺学院师傅
- 张子夫：饰　黑帮老大
- 叶静仪（英语：Raisyyah Rania Yeap）：饰　针孔女郎
- Dian Sharlin：饰　英语女记者
- Celine Low：饰　日语女记者
- 张少林：饰　炒粿条老板
- 刘成达：饰　针孔摊贩
- 汤小康：饰　郑和
- 发财宝：饰　无名英雄 & 大炒店老板
- 吴金英：饰　龚老太
- 郑盈盈：饰　痴女食客
- 张家扬：饰　巫友强
- Pak Habib：饰　咖喱师傅的朋友
- 魏幽兰：饰　糖水阿婆
- 朱宥六：饰　龚喜发
- 朱亚婵：饰　龚喜宁
- Kyawswarmin：饰　DBKL
- 周顺成：饰　士兵
- 一正 Zence：饰　超级咖咧啡 A
- 神经病 Craze：饰　超级咖咧啡 B
- 由昊：饰　餐馆老板
- 德才 Hew：饰　清流服务生 A
- Bean：饰　清流服务生 B
- 赵振才：饰    马大华
- Jimmy Lim ：饰   杜国大
- Eiza Idanie bt Che Saleh：饰　马来英雄的大老婆

## 电影原声带

### 曲目（没有依照原顺序）
- Rasa Sayang 2.0（电影主题曲）- 黄明志 & 龚柯允
- 咖喱咧（Curry Neh） - 黄明志 & 龚柯允
- 简单的我（Simple Me） - 龚柯允
- 我是黄大侠（Hero Huang） - 黄明志
- 白头偕老（White Head Till Old） - 黄明志 & 龚柯允
- 街头霸王（Trouble Looming）
- 大逃亡（Escape）
- 蓝色多瑙河（The Blue Danube Waltz）
- 英雄接班人（Hero is Born）
- 非淡泊无以明志（Master's Word）
- 乾隆八宝饭与辣死你妈（Melting Pot）
- 娓娓道来（Calling for Help）
- 湖边（Lakeside）
- 英雄末路（Hero's Downfall）
- 醒悟（Awakening）
- 西北好吃（OMG!）
- 黄大侠办事（Hero at Work）
- 正宗中国人（Real Chinese）
- 穷途末路（Path to Nowhere）
- 启程（The Beginning）
- 古屋惊魂（Old Souls）
- 我不是孟加拉（I'm not Bangladeshi）
- 偷师（Copy Copy）
- 印度神游（Indian Remedy）
- 香料哲学（Teaching of Spices）
- 海边大决斗（Beach Duel）
- 动作场面（Action Scene）
- 感性时刻（Touching Moment）
- 灿烂星空下（Under the Stars）
- 成足在胸（Confidence）
- 开赛前（Beach Duel）
- 太极原理（Taichi Principle）
- 甘榜风情（Kampung Beauty）
- Rasa Sayang 2.0（钢琴版） Rasa Sayang 2.0（Piano Version）
- 狗不会瘦（Gong's Principle）
- 简单的我（钢琴版） Simple Me（Piano Version）
- 我的四个老婆（My 4 Wives）

## 製作

### 創作概念
黃明志在DVD影片花絮直接表明，這是一部有意加強大馬華人的國族認同和族群認同的華語電影，它還是一部真正能代表「一個馬來西亞」的電影。 
此片通過串聯各種食物的文化象徵符號，以黃揉雜各族飲食特色的椰漿飯，作為代表大馬本土化的符號，把藍喬的原汁原味中餐視為中國化的符號。兩人的對峙，看似本土化和中國化之間的對立，其實乃是「糅雜性」（hybridity）和「本真性」（authenticity）的對立。椰漿飯不純粹是巫裔食物，它揉雜本土各族群的飲食配料，也昭示了椰漿飯的本土化，乃是把華人性、印度性和馬來性之間的配料進行揉雜，提煉於一爐。

### 影射點
- 政府执法人员執行任務時有差別待遇。（不抓没有执照的Nasi Lemak档口。）
- 蔡CD的A片事件。（蔡細歷性愛光碟事件）
- 看起来像我，听也很像我...但不是100%是我（林甘短片事件）
- Orang Cina balik China（华人回中国，回中国论）
- 吻Keris（巫青团-“以华人的血洗马来短劍”事件）
- 马华（马大华）和国大党（杜国大）是巫统（巫友强）的应声虫和Yes man
- 种族主义和选举不公（第一次比赛炒饭的孟加拉外劳裁判）
- TM Streamyx的網絡服務不佳，常斷線且網速慢。（TM（马电讯）为马来西亚第一大电讯服务提供商）
- 經常停電
- 人們亂丟垃圾（就算掛起了“請勿亂丟垃圾在此”，也會無視告示牌而繼續亂拋垃圾）
- 10A拿不到奖学金
- 黄明志的大学时期，全部黄衣。（大马是不能一堆人穿黄衣的）（注：因馬來西亞2011年7月9日凈選盟人民集會后，政府對凈選盟之標示或服飾特別敏感，而凈選盟以黃色作為設計的主打色。）
- 统考文凭不受承认事件
- 纳吉·阿都拉萨的Diamlah事件（黄和龚聊天时说的）
- 宝腾轿车的门键易被拉断。

#### 未公开影视
2022年1月5日，黄明志在其YouTube节目《Tokok105 什麼是大馬中華膠？》中，首次公开了一段11年前被政府剪掉，角色「黄大侠」在马路上Rap《华人要挺华人》的下半段隐藏版的歌舞片段。主要是讽刺「一个马来西亚」（Satu Malaysia）口号。

## 獎項
| 獎項              | 獎項               | 受獎者 | 階段／結果 |
| ----------------- | ------------------ | ------ | ---------- |
| 第一屆金箏獎      |                    |        |            |
| 最佳編劇          | 李勇昌             | 獲獎   |            |
| 最佳造型          | 苏丽妍             | 提名   |            |
| 最佳美術          | 赵振财             | 提名   |            |
| 最佳電影主题曲    | “Rasa Sayang 2.0”  | 提名   |            |
| 第7屆大阪亞洲影展 | 亞洲最具潛力導演獎 | 黃明志 | 獲獎       |

## 註腳
1. ↑  https://web.archive.org/web/20111227063213/http://nasilemak2.com/020220.html
2. ↑  
黃明志的《辣死你媽！2.0》：一部真正能代表「一個馬來西亞」的電影 （页面存档备份，存于） 2018.5.23 關鍵評論